# Cerkvenica
Cerkveníca je desni pritok Drave iz zahodnega Pohorja. Nastane iz dveh povirnih potokov: daljši je Plavžnica, ki izvira visoko na severnem pobočju Male Kope in teče proti severu po globoki in večinoma gozdnati grapi skozi razloženo naselje Sveti Primož na Pohorju. Drugi povirni potok je Požarnica (tudi Požarski jarek), ki izvira tik pod Brneškim sedlom v nadmorski višini 990 m, in teče proti severu po podobni, globoki in ozki grapi. Oba potoka se združita pri razcepu cest proti Sv. Primožu in Šentjanžu v nadmorski višini 370 m, kjer že oba tečeta po nekoliko širših dolinah. Tam se začne Cerkvenica in nadaljuje tok proti severu vse do Vuzenice, kjer se potok izliva v Dravo.
Plavžnica je dobila ime po nekdanjem plavžu v dolini, v katerem so talili železovo rudo izpod Male kope. Tam so še danes vidni ostanki nekdanjega rudarjenja okrog spodnje postaje sedežnice Kaštivnik (tu je nekoč stala kmetija z imenom Bergavs; iz nemškega Berghaus = rudarska hiša). Požarnica je dobila ime po opuščeni kmetiji Požarnik.
Zgornji in srednji del porečja Cerkvenice je v metamorfnih in magmatskih kamninah zahodnega Pohorja (dacit, filitoidni skrilavec) ter kremenovem peščenjaku. V spodnjem toku teče potok po mehkejših miocenskih kamninah (peščenjak in peščeni lapor) Ribniško-Lovrenškega podolja, vse do izliva v Dravo, kjer je Cerkvenica nasula izrazit vršaj, na katerem stoji del Vuzenice.
Oba povirna potoka tečeta po ozkih in strmih strugah, ki sta ostali večinoma v naravnem stanju, le ponekod so v njih nizke protierozijske pregrade, s katerimi želijo upočasniti tok plavja v spodnje dele doline. Spodnji tok Cerkvenice je večinoma spremenjen v enakomerno širok kanal, saj se je Vuzenica razširila tudi na ozko poplavno ravnico ob potoku vse do njegovega desnega brega.
Cerkvenica in oba povirna potoka so bili v preteklosti zelo pomemben vir energije za pogon številnih žag in nekaj mlinov, ki pa že dolgo ne delujejo več. Na Požarnici delujeta dve mali hidroelektrarni.
Najzgornejši deli porečij Plavžnice in Požarnice segajo v varstveno območje Natura 2000 Pohorje.
V Vuzenici vodi prek Cerkvenice mogočen kamnit železniški most s sedmimi oboki na železniški progi Maribor–Dravograd, zgrajen leta 1862.